# White Cloud (Michigan)
White Cloud è un comune degli Stati Uniti d'America, situato nello Stato del Michigan, nella contea di Newaygo, della quale è il capoluogo.